# Festival de cinéma européen des Arcs 2018
Le Festival de cinéma européen des Arcs 2018, 10e édition du festival, s'est déroulé du 15 au 22 décembre 2018.

## Déroulement et faits marquants
Le 10 octobre 2018 est annoncé que le réalisateur suédois Ruben Östlund présidera la 10e édition du festival.
Le cinéma polonais est à l'honneur de cette édition.
Le palmarès est dévoilé le 21 décembre 2018 : la Flèche de Cristal est décernée à C'est ça l'amour de Claire Burger pour lequel Bouli Lanners reçoit le prix d'interprétation masculine. Le Grand prix du jury est décerné à Joy de Sudabeh Mortezai, le prix d'interprétation féminine à Emelie Jonsson pour son rôle dans Aniara,.

## Jury

### Longs métrages
- Ruben Östlund (président du jury), réalisateur  Suède
- Clémence Poésy, actrice  France
- Alex Lutz, humoriste, acteur et réalisateur  France
- Charlotte Le Bon, actrice  Canada
- Łukasz Żal, directeur de la photographie  Pologne
- Jasmila Žbanić, réalisatrice  Bosnie-Herzégovine
- Jean-Benoît Dunckel, musicien  France

### Courts métrages
- Ramzy Bedia (président du jury), acteur  France
- Tiphaine Daviot, actrice  France
- Félix Moati, acteur et réalisateur  France
- Antoneta Alamat Kusijanovic, réalisatrice  Croatie
- Manu Katché, auteur-compositeur, parolier et interprète  France
- Julia Piaton, actrice  France
- Danny Lennon,

## Sélection

### En compétition
- Aniara de Pella Kågerman et Hugo Lilja  Suède
- L'Animale de Katharina Mückstein  Autriche
- C'est ça l'amour de Claire Burger  France
- Son travail (Η δουλειά της) de Nikos Labôt  Grèce
- L'Homme fidèle de Louis Garrel  France
- Smuggling Hendrix (Φυγαδεύοντας τον Χέντριξ) de Marios Piperides  Chypre
- In Fabric de Peter Strickland  Royaume-Uni
- Twarz de Małgorzata Szumowska  Pologne
- Factory (Завод) de Youri Bykov  Russie
- Joy de Sudabeh Mortezai  Autriche

### Focus Pologne
- Another Day of Life de Raúl de la Fuente (d) et Damian Nenow (pl) (d'après le livre de Ryszard Kapuściński D'une guerre à l'autre (en))
- La Passion Van Gogh (Loving Vincent) de Dorota Kobiela et Hugh Welchman
- Spoor (Pokot) de Agnieszka Holland et Kasia Adamik
- Ligne d'eau (Płynące wieżowce) de Tomasz Wasilewski
- Over the limit de Marta Prus
- Tower. A bright day (Wieża. Jasny dzień) de Jagoda Szelc (pl)
- Fugue (Fuga) de Agnieszka Smoczyńska
- Silent Night (Cicha noc) de Piotr Domalewski
- Traffic Department (Drogówka) de Wojciech Smarzowski
- Gods (Bogowie) de Łukasz Palkowski
- Wild Roses (Dzikie róze) de Anna Jadowska (pl)

### Playtime
- Jellyfish de James Garner  Royaume-Uni
- Only You de Harry Wootliff  Royaume-Uni
- La Favorite (The Favourite) de Yórgos Lánthimos  Royaume-Uni
- Troppa grazia de Gianni Zanasi  Italie
- Ruben Brandt, Collector de Milorad Krstić  Hongrie
- The Raft de Marcus Lindeen  Suède
- Duelles d'Olivier Masset-Depasse  Belgique /  France
- That Time of Year (Den tid på året) de Paprika Steen  Danemark
- The Saint Bernard Syndicate (Sankt Bernhard Syndikatet) de Mads Brügger  Danemark

### Hauteur
- Nos vies formidables de Fabienne Godet  France
- The Load (Teret ) de Ognjen Glavonic  Serbie
- La Miséricorde de la jungle (The Mercy of the Jungle) de Joël Karekezi  Belgique
- Styx de Wolfgang Fischer  Allemagne

### Séances spéciales
- Apocalypse Snow de Didier Lafond  France
- Passagers de l'Everest de Pierre Dutrievoz  France
- The Empire Of Winds de Laurent Jamet  France
- La Pente de Pierre Saloff-Coste  France
- Rancho Webshow de Dino Raffault  France

## Palmarès
- Flèche de Cristal : C'est ça l'amour de Claire Burger.
- Grand Prix du Jury : Joy de Sudabeh Mortezai.
- Prix du Public : Smuggling Hendrix de Marios Piperides.
- Prix d'Interprétation féminine : Emelie Jonsson pour son rôle dans Aniara.
- Prix de l'Interprétation masculine : Bouli Lanners pour son rôle dans C'est ça l'amour.
- Prix de la Meilleure musique originale : Bernhard Fleischmann pour L'Animale.
- Prix de la Meilleure photographie : Ari Wegner pour In Fabric.
- Prix du Meilleur court métrage : The girl with two heads de Betzabé Garcia.
- Prix du Jury Presse : C'est ça l'amour de Claire Burger.
- Prix du Jury Jeune : Twarz de Małgorzata Szumowska.
- Prix Cineuropa : Aniara de Pella Kågerman et Hugo Lilja.
- Prix 20 minutes d'Audace : In Fabric de Peter Strickland.
- Femme de cinéma : Claire Burger pour C'est ça l'amour.